# Custom Line 112' Next
Il Custom Line 112' Next è uno yacht prodotto dal cantiere navale italiano Custom Line del Gruppo Ferretti.

## Il contesto
Il Custom Line 112' Next, presentato in anteprima a Cannes nel settembre 2008, è il successore del Ferretti Custom Line 112'. Prodotto nei cantieri di Ancona, è uno yacht planante lungo 34 metri (corrispondenti a circa 112 piedi, da cui il nome) e largo oltre 7 metri. Scafo e sovrastruttura sono prodotte in vetroresina multiassiale, un materiale composito con vantaggi sul piano della resistenza e della rigidità a parità di peso.
In grado di ospitare a bordo fino a 20 persone più 4 di equipaggio, spinta da 2 motori da 2775 cavalli questa imbarcazione è in grado di raggiungere la velocità massima di 26 nodi.
Il Custom Line 112' Next è stato classificato dal RINA, con classificazione RINA 100-A-1.1 "Y".